# Nowa Dębszczyzna
Nowa Dębszczyzna – wieś w Polsce położona w województwie podlaskim, w powiecie suwalskim, w gminie Filipów.
| SIMC    | Nazwa             | Rodzaj    |
| ------- | ----------------- | --------- |
| 1013051 | Jemielistka Linia | część wsi |
| 1013140 | Olszańska Linia   | część wsi |
| 1013246 | Szkilówka         | część wsi |
| 1013281 | Zuśnieńska Linia  | część wsi |

W latach 1975–1998 miejscowość administracyjnie należała do województwa suwalskiego.